# Scamboneura vittivertex
Scamboneura vittivertex är en tvåvingeart som beskrevs av Alexander 1930. Scamboneura vittivertex ingår i släktet Scamboneura och familjen storharkrankar. Inga underarter finns listade i Catalogue of Life.